# Teorema di Altman
In matematica, il teorema di Altman è un teorema di punto fisso che generalizza il teorema di Rothe, a sua volta un'estensione del risultato di Schauder.

## Enunciato
Sia {\displaystyle A} un insieme limitato, aperto, convesso in uno spazio di Banach {\displaystyle X}, con {\displaystyle 0\in A}. Detto {\displaystyle {\overline {A}}} la chiusura di {\displaystyle A}, sia inoltre {\displaystyle f\colon {\overline {A}}\to X} una funzione completamente continua tale che:
{\displaystyle \|x-f(x)\|^{2}\geq \|f(x)\|^{2}-\|x\|^{2}\qquad x\in \partial A}
con {\displaystyle \partial A} la frontiera di {\displaystyle A}. Allora {\displaystyle f} ha un punto fisso.